# Пандарей
Пандарей (др.-греч. Πανδάρεος) — персонаж древнегреческой мифологии. Родом из Милета (либо из Милета на Крите), сын Меропа и горной нимфы (ореады), супруг Гармофои, отец Аэдоны, Клеоферы и Меропы.
Известен как похититель из храма Зевса на Крите сторожившей его золотой собаки, которую он передал Танталу и Плутосу на сохранение. Когда он явился в Сипил и попросил собаку обратно, Тантал поклялся Гермесу, что не брал.
Когда Зевс потребовал обратно похищенное, Пандарей бежал в Афины, а оттуда в Сицилию, где и погиб, с женой. Зевс превратил Пандарея в камень.
Дочери его Камиро и Клития (либо Меропа и Клеодора), оставшись сиротами, были воспитаны Афродитой и получили божественные дары от Афины, Геры, Артемиды и самой Афродиты. Но эринии, восстановительницы законов природы, послали на девушек, высоко одаренных красотой и добродетелями, гарпий и преследовали их до смерти. Этот эпизод упомянут в «Одиссее» (XX 66-78), однако имена там не названы. Изображены на картине Полигнота в Дельфах.
Также Пандарей. — у Гомера отец Аэдоны, отождествляется с предыдущим. Согласно рассказу Антонина Либерала, он происходил из Эфеса. Его жена Алкиона, отец Аэдоны и Хелидониды. Когда его дочери стали птицами, он превратился в морского орла.